# آيت واحمان (ادرار)
آيت واحمان هو دُوَّار يقع بجماعة تاكوشت، إقليم الصويرة، جهة مراكش آسفي في المملكة المغربية. ينتمي الدوّار لمشيخة ادرار التي تضم دوارين. يقدر عدد سكانه بـ 763 نسمة حسب الإحصاء الرسمي للسكان والسكنى لسنة 2004.

## وصلات خارجية
- البوابة الوطنية للجماعات الترابية
- المندوبية السامية للتخطيط